# The Secret Service
The Secret Service is een Amerikaanse televisiefilm uit 2004 geregisseerd door Clark Johnson. De hoofdrollen worden vertolkt door Sarah Wayne Callies en Shane Brolly.

## Verhaal
De jonge agent Laura Kelly van de geheime dienst probeert haar gevaarlijk werkleven te combineren met de moeilijke familiesituatie.

## Rolverdeling
- Sarah Wayne Callies - Laura Kelly
- Shane Brolly - Ethan Kelly
- Shohreh Aghdashloo - Lila Ravan
- Justin Chambers - Charles Brody
- Mykelti Williamson - Mike Bradford
- Brian Dragonuk - Agent